# Scaligeria moreana
Scaligeria moreana är en flockblommig växtart som beskrevs av Lennart Engstrand 1970. Scaligeria moreana ingår i släktet Scaligeria och familjen flockblommiga växter. Inga underarter finns listade i Catalogue of Life.